# Sora (Klipphausen)

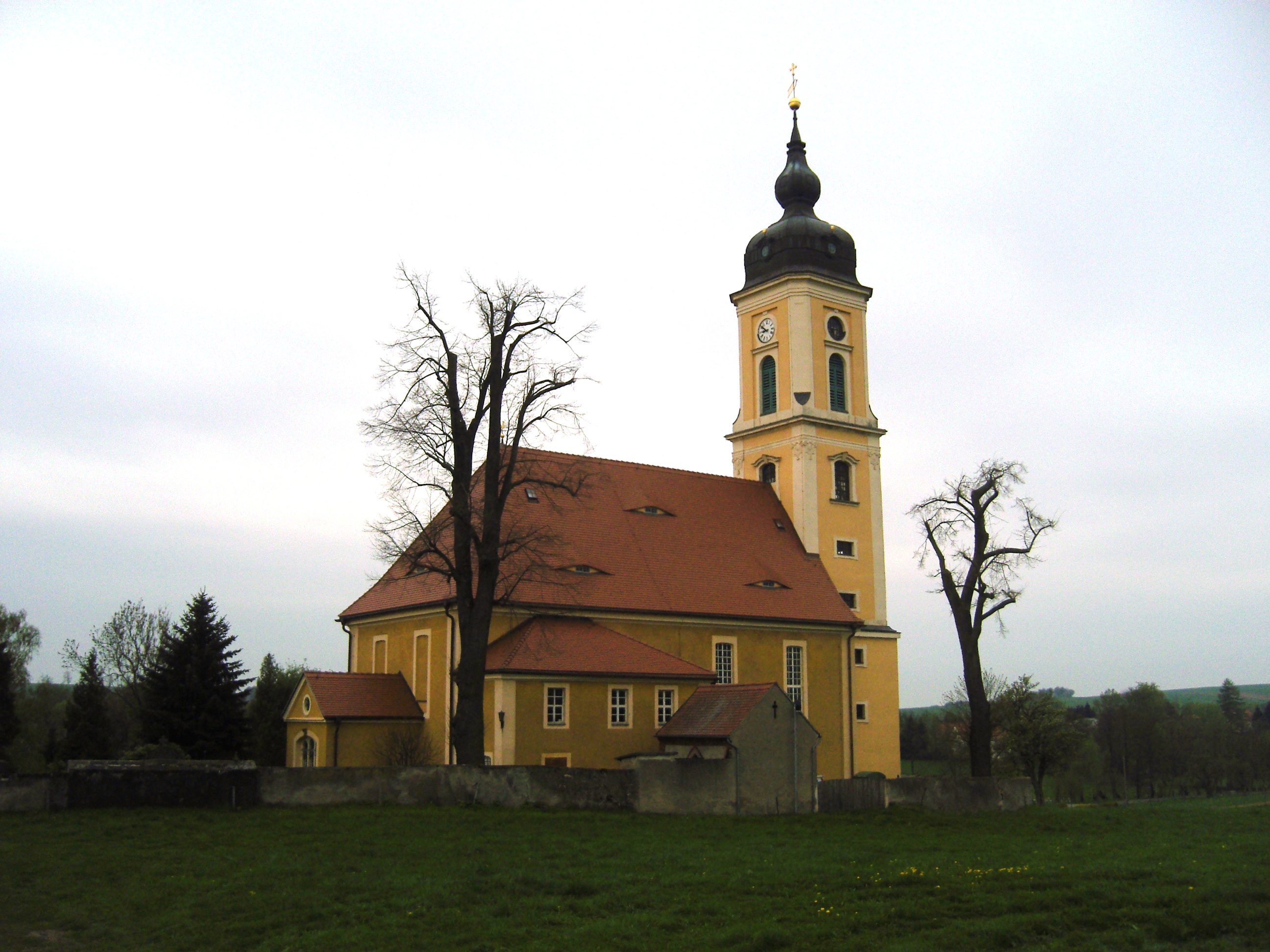
Kirche in Sora (2013)

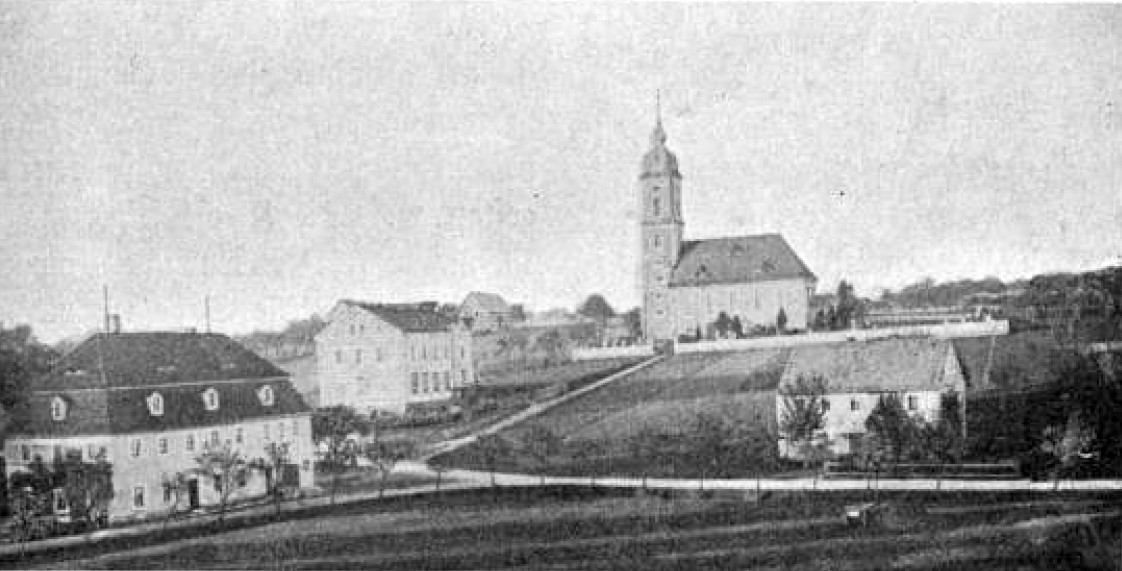
Ortsansicht um 1900

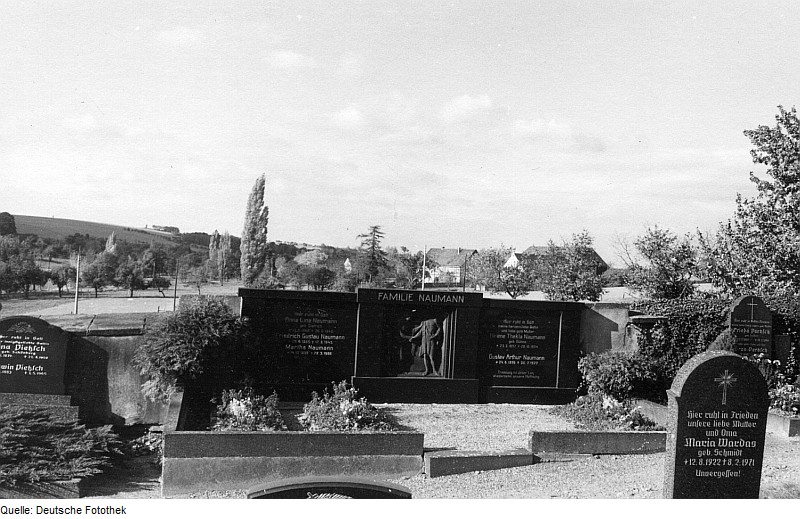
Blick von der Grabstätte der Lampersdorfer Müllersfamilie Naumann auf dem Soraer Friedhof auf die Umgebung, 1982

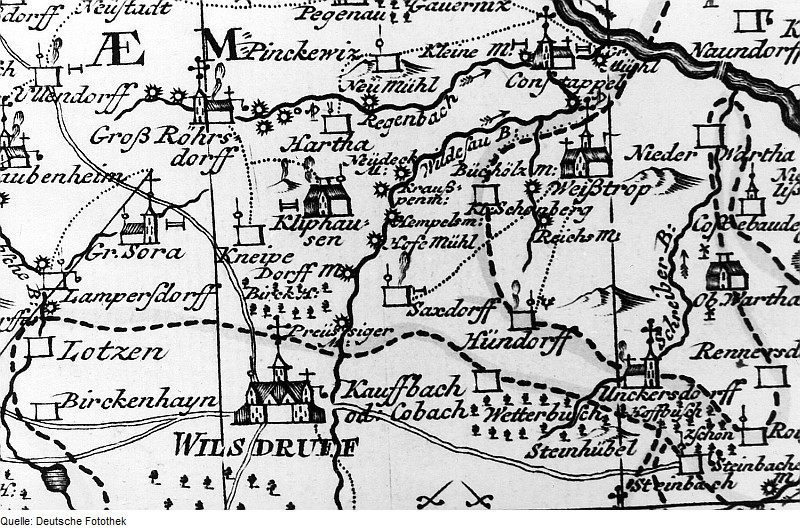
„Gr.Sora“ und Kneipe auf einer Karte des Amtes Meißen von 1750

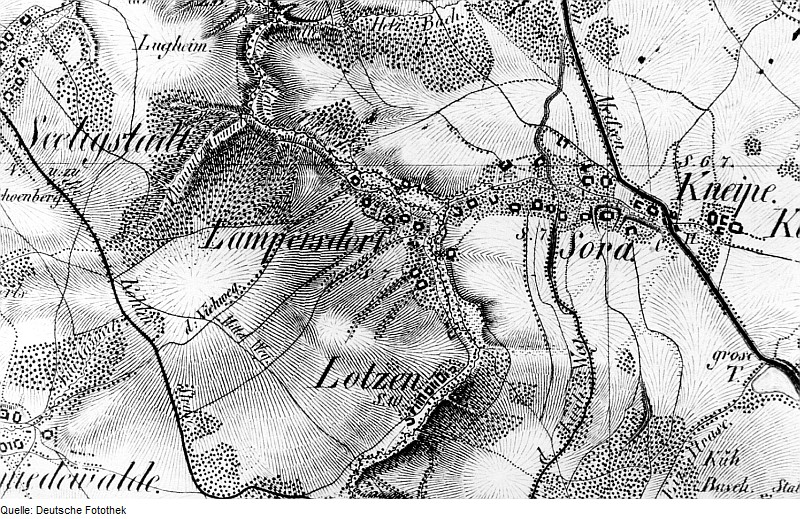
Sora mit Kneipe und seine Nachbarorte auf einer Karte aus dem 19. Jahrhundert

Sora ist ein Ortsteil der Ortschaft Klipphausen in der gleichnamigen Gemeinde im Landkreis Meißen, Sachsen.

## Geographie
Sora liegt im als Wilsdruffer Land bezeichneten Teil des Meißner Hochlands. Das Dorf ist umgeben von den anderen zur Gemeinde Klipphausen gehörenden Ortsteilen Röhrsdorf im Nordosten, Klipphausen selbst im Osten, Lotzen im Südwesten und Lampersdorf im Westen. Nordwestlich und nördlich benachbart sind Taubenheim und Ullendorf. Südlich von Sora liegt Birkenhain, ein Ortsteil von Wilsdruff, das bereits zum Landkreis Sächsische Schweiz-Osterzgebirge gehört.
Landwirtschaftlich genutzte Hochflächen umgeben das ursprüngliche Waldhufendorf Sora. Der Ortskern liegt entlang der Dorfstraße. Westlich von Sora verläuft die Kleine Triebisch in ihrem Tal, dahinter erhebt sich die Baeyerhöhe. Südlich der Ortslage steht unmittelbar neben der Bundesautobahn 4 der Funkturm Wilsdruff, eine bekannte Landmarke. Von der Autobahnanschlussstelle Wilsdruff durch Sora nach Meißen führt die Staatsstraße 177, vormals Fernverkehrsstraße 177. Auf dieser Strecke verkehrt auch die Buslinie 428 der Verkehrsgesellschaft Meißen, die Sora an den ÖPNV anbindet.

## Geschichte
Erstmals erwähnt wurde der Ort 1186 als „Sivritthissare“. Ernst Eichler deutete diese Form als „Siegfriedssora“. Dem eigentlichen Ortsnamen war demnach der Lokatorname Siegfried vorangestellt. Der Ortsname Sora leitet sich am wahrscheinlichsten ab vom mittelhochdeutschen „sor“, das „trocken“/„dürr“ bedeutet (vgl. Söhrewald). Unterschieden wurde im 14. Jahrhundert zwischen „Sar magnum“ (lat. für „Großsora“) auf der einen Seite und „Sar parvum“ (lat. für „Kleinsora“) bzw. „Wenygin Sayr“ („Wenigensora“) auf der anderen Seite. Wie diese Örtlichkeiten abzugrenzen sind, lässt sich nicht mehr rekonstruieren. Eichler vermutet, dass mit Kleinsora der im Osten Soras gelegene Ortsteil Kneipe gemeint ist. Der Ortsname wandelte sich im Laufe der Jahrhunderte über die Formen „Sar“, „Sara“, „Saraw“ und „Soraw“ hin zur heutigen Schreibweise, der 1875 zur Unterscheidung vom gleichnamigen Wilthener Ortsteil der Zusatz „b. Wilsdruff“ nachgestellt war.
Um das Dorf, dessen Bewohner sich ihr Einkommen in der Landwirtschaft verdienten, erstreckte sich eine 354 Hektar große Waldhufenflur. Die Grundherrschaft übten die jeweiligen Besitzer des Ritterguts Limbach aus, die Verwaltung oblag jahrhundertelang dem Erbamt Meißen. Die Soraer Kirche war um 1500 eine Pfarrkirche, bereits im 16. Jahrhundert wurde sie Filialkirche von Limbach. Ab 1850 erneut Pfarrkirche, gehört sie seit 1925 zur Röhrsdorfer Parochie. Neben der Kirche sind noch mehrere weitere Gebäude im Ort als Kulturdenkmal geschützt (siehe Liste der Kulturdenkmale in Sora). Im Jahre 1856 war Sora zum Gerichtsamt Wilsdruff gehörig und kam danach zur Amtshauptmannschaft Meißen, aus der der gleichnamige Landkreis hervorging. Seine Eigenständigkeit verlor es am 1. März 1974 durch seine Eingemeindung nach Klipphausen. Am 1. Juli 1950 waren Lampersdorf und Lotzen nach Sora eingemeindet worden.
In dem im Osten Soras gelegenen Ortsteil Kneipe, der dem Namen nach auf eine früher nahe der Straßenkreuzung befindliche und etwas abschätzig betrachtete Gaststätte zurückging, wohnten 1723 drei Häusler, 1875 zählte Kneipe 21 und 1925 noch 18 Einwohner.

### Einwohnerentwicklung
| Jahr | Einwohner                      |
| ---- | ------------------------------ |
| 1551 | 14 besessene Mann, 19 Inwohner |
| 1764 | 15 besessene Mann, 1 Häusler   |
| 1834 | 164                            |
| 1871 | 201                            |
| 1890 | 195                            |
| 1910 | 196                            |
| 1925 | 217                            |
| 1939 | 217                            |
| 1946 | 321                            |
| 1950 | 555                            |
| 1964 | 461                            |
| 1990 | siehe Klipphausen              |